# كنف (نبات)
الكَنَف هي نوع من النباتات المائية التي تنتمي لجنس ال(Thalassodendron) من فصيلة ال(Cymodoceaceae).

## التوزع
الكنف ذات توزع واسع النطاق في جميع أنحاء منطقة المحيطين الهندي والهادئ، وبكميات مختلفة. وقد سجل وجود هذه الأعشاب البحرية من غرب الفلبين إلى بورنيو وسنغافورة وإندونيسيا وبابوا غينيا الجديدة وجزر كارولين وفانواتو وأستراليا والهند وجزر المالديف، وهي شائعة الوجود من خليج عمان إلى البحر الأحمر ووصولاً إلى جنوب إفريقية ومدغشقر وسيشل وجزر القمر وجزر ماسكارين وأجزاء من ماليزيا وجزر سليمان.